# Головинский, Алексей Васильевич
Алексей Васильевич Головинский (1872 — не ранее 1923) — русский и советский военный деятель, генерал-майор. Герой Первой мировой войны.

## Биография
Происходил из потомственных дворян Харьковской губернии, общее образование получил в 4-м Московском кадетском корпусе. В 1892 году после окончания Александровского военного училища по I разряду произведён в подпоручики и выпущен в Сибирский 9-й гренадерский полк. В 1902 году окончил Николаевскую военную академию по II разряду. 
С 1903 года в штабс-капитан — младший офицер, с 1906 года капитан, с 1910 года подполковник — офицер-воспитатель, с 1914 года полковник — ротный командир  Александровского военного училища. 
С 1914 года участник Первой мировой войны — командир батальона Двинского 91-го пехотного полка. С 1915 года командир Болховского 138-го пехотного полка. В 1917 году на основании Георгиевского статута произведён в генерал-майоры с назначением командиром бригады 35-й пехотной дивизии.

Высочайшим приказом от 2 декабря 1916 года за храбрость награждён Георгиевским оружием: 
За то, что  в бою 5 ноября 1914 года у д. Иванов и Перваков, по собственной инициативе повёл батальон 91-го пехотного Двинского полка в атаку, захватил неприятельские окопы и прикрыл опасный фланг соседнего полка, взяв в плен 6 офицеров и 466 нижних чинов врага

Высочайшим приказом от 13 октября 1914 года за храбрость награждён орденом Святого Георгия 4-й степени:
За то, что в бою 21 сентября 1916 года близ с. Баткув у южной опушки Звыженского леса, состоя начальником левого боевого участка 35-й пехотной дивизии, с начала боя, находясь в передовых частях, лично самоотверженно руководя, под сильнейшим неприятельским обстрелом, действиями своего отряда, прорвал три ряда проволочных заграждений, с боя захватил укреплённую неприятельскую позицию, отбил несколько сильных контр-атак противника; видя, что левый фланг его отряда поражается пулемётным огнём, за убылью офицеров, быстро сам собрал охотников и лично повёл их в атаку, причём вскоре был тяжело ранен
После Октябрьской революции остался в России и служил в РККА — начальник штаба Самарского укрепрайона. С 1919 года помощник начальника управления и инспектор высших учебных заведений Туркестанского фронта. С 1920 года — заведующий обучающимися Военной академии РККА и помощник начальника Административного управления Полевого Штаба РВСР. С 1921 года состоял для особых поручений при военной инспекции Штаба РККА и являлся штатным групповым лектором Военной Академии РККА. На 1923 год — руководитель практическими занятиями по администрации Военной Академии РККА.

## Награды
- Орден Святой Анны 3-й степени с мечами и бантом (Мечи — ВП 15.09.1915)
- Орден Святой Анны 2-й степени с мечами (Мечи — ВП 22.02.1915)
- Орден Святого Владимира 4-й степени с мечами и бантом (ВП 04.01.1915)
- Орден Святого Владимира 3-й степени с мечами  (ВП 09.05.1915)
- Высочайшие благоволения (ВП 23.01.1916, 04.02.1916, 07.12.1916 — за боевые отличия)
- Георгиевское оружие (ВП 07.02.1916)
- Орден Святого Георгия 4-й степени (ВП 02.12.1916)